# Huanghe (köping i Kina, Inre Mongoliet)
Huanghe (kinesiska: 黄河, 黄河镇) är en köping i Kina. Den ligger i den autonoma regionen Inre Mongoliet, i den norra delen av landet, omkring 380 kilometer väster om regionhuvudstaden Hohhot.
Genomsnittlig årsnederbörd är 214 millimeter. Den regnigaste månaden är juni, med i genomsnitt 55 mm nederbörd, och den torraste är december, med 1 mm nederbörd.